# Serie C2 1997/1998
Soutěžní ročník Serie C2 1997/98 byl 20. ročník čtvrté nejvyšší italské fotbalové ligy. Soutěž začala 31. srpna 1997 a skončila 14. června 1998. Účastnilo se jí celkem 54 týmů rozdělené do tří skupin po 18 klubech. Z každé skupiny postoupil vítěz přímo do třetí ligy, druhý postupující se probojoval přes play off.